# Mats Lundeberg
Mats Lundeberg, född 1943, är en svensk ekonom och professor emeritus vid Handelshögskolan i Stockholm.
Mats Lundeberg var professor i ekonomisk informationshantering 1986-2000 och professor i information management 2000-2004 vid Handelshögskolan i Stockholm.